# Galen (ätt)
Galen är en dansk uradelsätt, som traditionellt anses leda sitt ursprung från Skjalm Hvides son Ebbe Skjalmsen. Den först kända medlemmen är dock Niels Erlandsen (Galen) omtalad som Prefectus Scanie (gældker) 1251-85.
Vapen
Blasonering: En fem gånger delad vapensköld i blått och vitt.
Tuve Galen var den första i sin ätt som antog släktnamnet Galen. Man skiljer mellan släktens Hvidelinje och Erlandssönernas linje, den förra utdöd under första hälften av 1300-talet, den senare före 1511. 

## Medlemmar ur släkten
- Jon Litle (död 1307), drots åt Erik Menved
- Jacob Erlandsen, ärkebiskop i Lund 1253-74
- Karl Eriksen, ärkebiskop i Lund 1325-34
- Peder Jensen, ärkebiskop i Lund 1334-1355
- Tuve Galen, den förste som fast antog släktnamnet. Gift med Ingefred Pedersdatter til Färlöv. Barn:[5]

1. Anders Galen, väpnare.
2. Ingefred Tuesdatter Galen
3. Tuesdatter Galen
4. Peder Galen